# Бобровников, Алексей Александрович
Алексей Александрович Бобровников (1822, Иркутск, Российская империя — 1865, Оренбург, Российская империя) — православный миссионер-монголовед, первый и единственный заведующий противобуддийского отделения Казанской духовной академии, сподвижник Н. И. Ильминского. Автор классической «Грамматики монгольско-калмыцкого языка» и первого перевода эпоса Джангар на русский язык.

## Биография
Сын протоиерея, составителя первой грамматики монгольского языка. Родился в 1822 году в Иркутске, в раннем возрасте остался сиротой.
Окончил по 1-му разряду Иркутскую духовную семинарию (1842), был назначен преподавателем в уездное училище, однако решил продолжить обучение во вновь открывшейся Казанской духовной академии. Одновременно с этим посещал лекции профессора О. М. Ковалевского в Казанском университете, пользовался принадлежавшей ему библиотекой буддийской литературы. В 1844 году при академии были открыты курсы восточных инородческих языков, которые Бобровников стал посещать. Лекции по монгольскому и калмыцкому языкам читал на курсах профессор Казанского университета А. В. Попов. В академии Бобровников приступил к написанию подробного разбора буддийского учения, но из-за болезни ограничился курсовым сочинением «О различии между христианством и буддийским учением о любви к ближним».
В конце академического курса, летом 1846 года, находился в командировке в Калмыцкой степи, где занимался составлением грамматики калмыцкого языка. После возвращения с 10 октября 1846 года был определён бакалавром математики Казанской духовной академии с разрешением сверхштатного преподавания монгольского и калмыцкого языков. Через полтора года, 21 мая 1848 года, представил правлению академии монголо-калмыцкую грамматику (Грамматика монгольско-калмыцкого языка. — Казань, 1849), которая была рекомендована к использованию во всех духовно-учебных заведениях, где преподавался калмыцкий язык. Эта работа Бобровникова в 1850 году была отмечена половинной Демидовской премией и от академии он получил денежную премию 1200 рублей.
В 1850—1851 годах вместе с бурятским ламой Галсаном Гомбоевым собирал материалы для монголо-калмыцкой хрестоматии. Перевёл на разговорный калмыцкий язык краткий катехизис с изложением священной истории, разрабатывал богословскую терминологию в калмыцком языке, написал большое число отзывов и рецензий на труды русских миссионеров. После трёхлетней работы подготовил и издал калмыцкий словарь священника Пармена Смирнова. В 1854 году начал преподавать монгольский и калмыцкий языки, буддийское учение с противобуддийской полемикой и миссионерскую педагогику на открывшемся по указу Синода от 18 мая 1854 года миссионерском отделении Казанской духовной академии.
По поручению Русского географического общества перевёл и откомментировал калмыцкий эпос «Джангар» («Вестник Императорского географического общества». — 1854. — Ч. 12.), через 2 года издал составленный им по монгольским рукописям «Курс буддийского учения» («Вестник Императорского географического общества». — 1856. — № 3. — С. 155—208), затем — «Устные наставления Маньджушрия» («Вестник Императорского географического общества». — 1856. — Ч. 17); 23 декабря 1854 года был избран членом-корреспондентом Русского археологического общества.
В 1855 году вышел из духовного звания и 1 июня поступил на гражданскую службу в Оренбургском пограничном ведомстве под начальством востоковеда В. В. Григорьева; занимал должность попечителя киргизов в Орской крепости, выполнял переводческую работу, затем был назначен советником счётного отделения Оренбургской пограничной комиссии. Спустя некоторое время учёный попытался вернуться в Казань, но, проболев 2 месяца, 8 (20) марта 1865 года скончался в Оренбурге.

## Семья
Сын, Николай Алексеевич Бобровников (1854—1921), окончил Казанский университет, был попечителем Оренбургского учебного округа; его женой стала старшая сестра будущего наркома иностранных дел Георгия Васильевича Чичерина, Софья Васильевна (1867—1918) — педагог, автор нескольких статей о приволжских инородцах.
Дочь, Екатерина Алексеевна (02.10.1861—1936), вышла замуж за ученика Николая Ивановича Ильминского — чувашского просветителя Ивана Яковлевича Яковлева — и возглавляла в Симбирске женское отделение Симбирской чувашской школы.